# Pałac Linderhof
Pałac Linderhof – neobarokowy pałac w Niemczech, w regionie Oberammergau w południowo-zachodniej Bawarii. Jest jednym z trzech zamków króla Ludwika II, a przy tym jedynym, w którym władca mieszkał przez dłuższy czas. Pierwsze plany budowy pałacu powstały w 1869, budynek wznoszono zaś w latach 1874–1878.
W odróżnieniu od pałacu Herrenchiemsee, Linderhof nie jest kopią istniejącej budowli. Został jedynie zainspirowany przez Petit Trianon w Wersalu oraz inne osiemnastowieczne budowle francuskie. Przed pałacem znajduje się sztuczny gejzer, który wytryskuje co 30 minut.

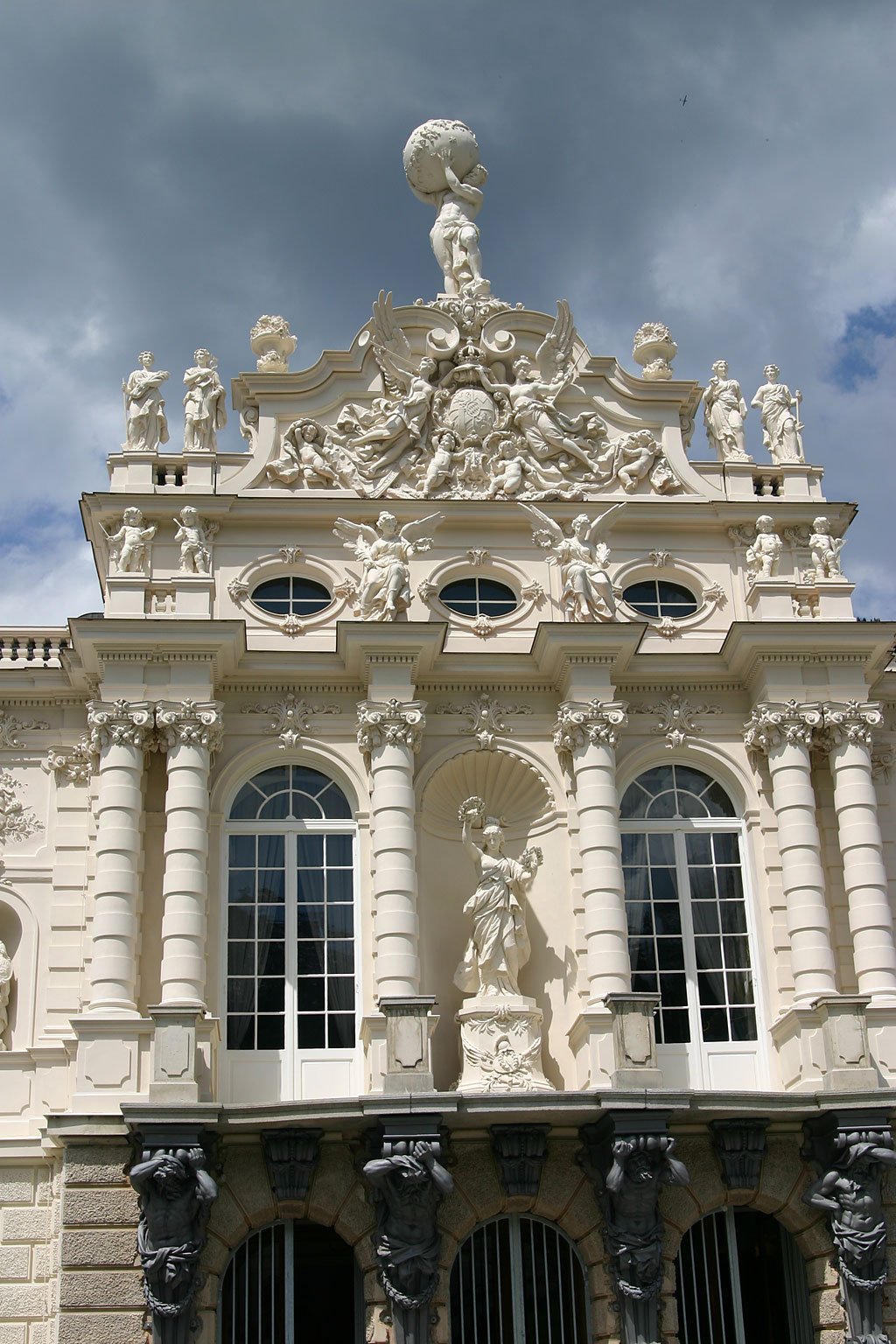
Szczyt z herbem Ludwika II
Herb Ludwika II
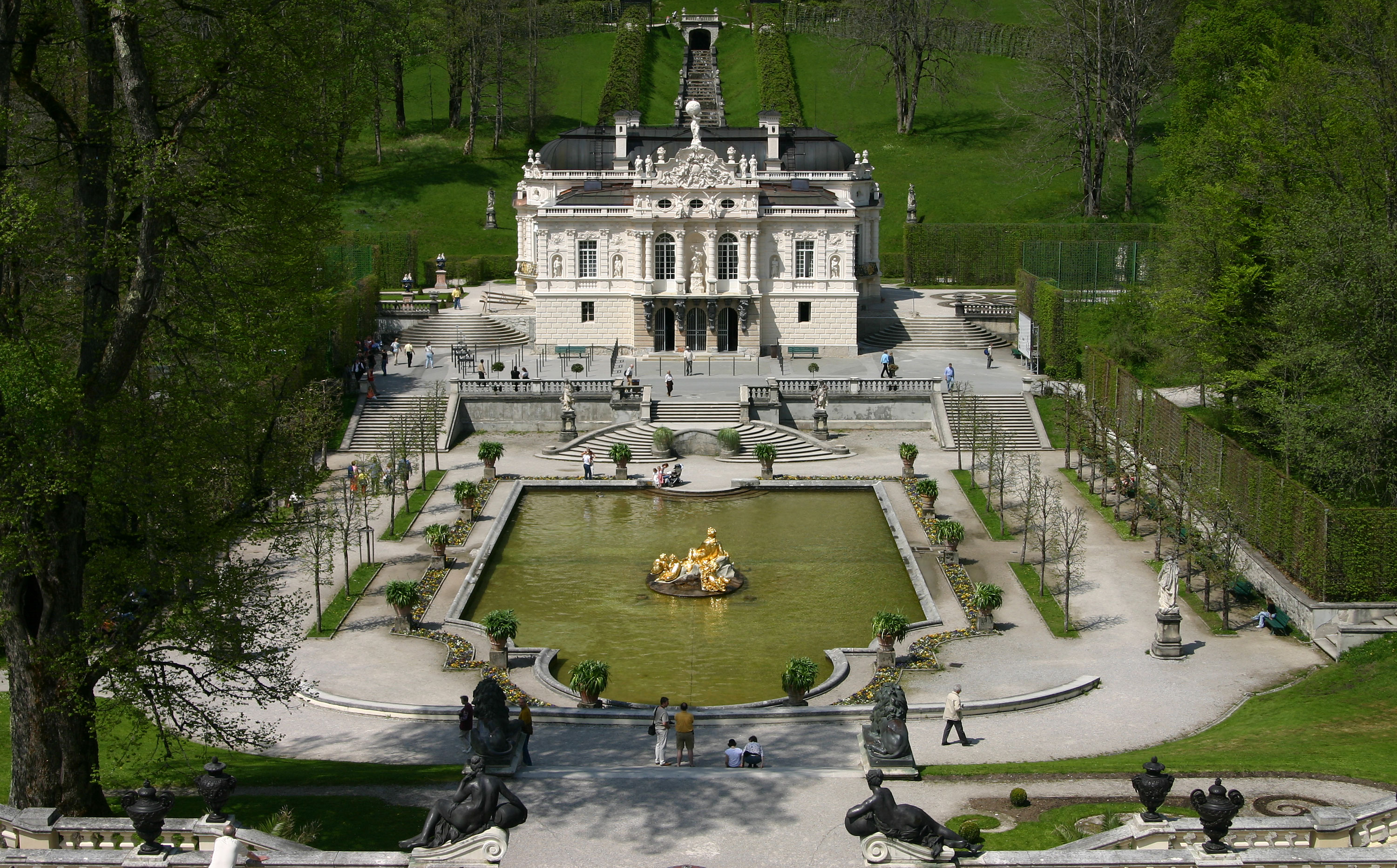
Świątynia Wenus, ogród, fasada